# Дом Черноголовых
Дом Черноголо́вых (нем. Das Schwarzhäupterhaus, латыш. Melngalvju nams) — одна из основных достопримечательностей Риги, расположенная в историческом центре города на Ратушной площади.
Впервые упомянут в 1334 году как новый дом Большой гильдии. Впоследствии здание неоднократно перестраивали, во время Второй мировой войны было разрушено. Восстановлено в 1996—2000 годах.

## Черноголовые

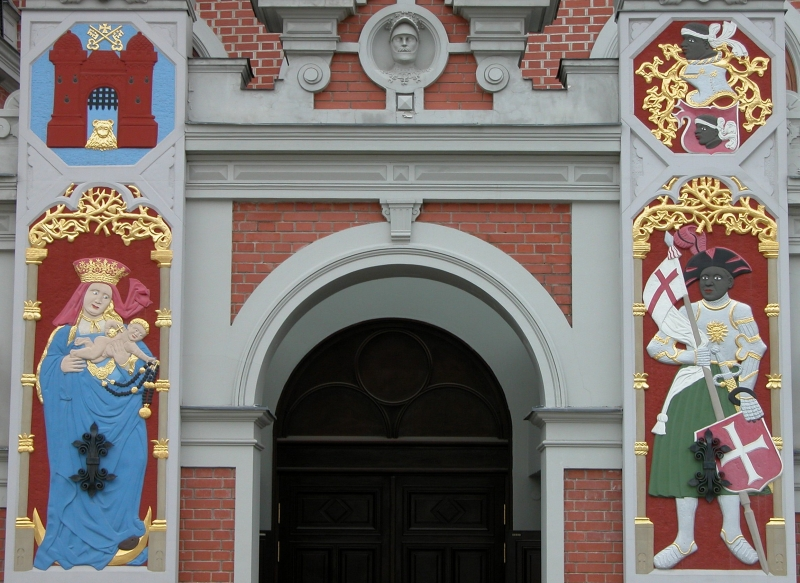
Символика Черноголовых

В конце XIII века существовало братство св. Георгия, в которое принимали молодых, неженатых иностранных купцов. Первоначально его патроном был св. Георгий — покровитель рыцарей и воинов, позже — св. Маврикий (его символ — чёрная голова был в гербе братства) и за ними закрепилось имя Черноголовых.
Корпорация была полностью светской. Основателями рижской компании, самой богатой и влиятельной из существовавших, были комиссионеры, агенты и приказчики рижских и заграничных фирм. Они занимались закупкой и доставкой товаров в Ригу. Занятие это было сопряжено с большим риском, в отличие от посреднической торговли местных оседлых купцов, имевших своим центром Большую гильдию. Странствующие приказчики и заграничные купцы создали в Риге свой противовес — компанию Черноголовых. Хотя окончательно уйти от опеки Большой гильдии удалось только к концу XVII века.
В 1477 г. Черноголовые арендовали помещение в верхнем этаже Нового дома у Рижского магистрата. Сам дом был выстроен гильдией ремесленников для общественных нужд. Со временем, вкладывая деньги в украшение и перестройку здания, Черноголовые стали основными арендаторами с рядом преимуществ. В дообеденное время дом служил биржей, вечерами превращаясь в место для отдыха и развлечения бюргеров, залом для проведения торжественных мероприятий, танцевальных балов и многочисленных концертов.
До второй половины XVI века организация руководила общественной жизнью Риги наравне, а часто и совместно с Большой гильдией. Черноголовые активно участвовали в обороне города, были деятельными сторонниками Реформации. В 1895 году общество прекратило свою деятельность как сословная корпорация и стало немецким купеческим клубом, расформированном после репатриации этнических немцев в 1939 году.
Русский поэт Случевский в книге «Северо-Запад России», изданной в конце XIX века, писал:

…Теперь Черноголовые имеются только в Риге и Ревеле… Если в Ревеле «Черноголовые» в касках и красных отворотах напоминали собой взвод преображенцев начала царствования Александра I, здесь было нечто совсем другое, чёрные фраки при чёрных штиблетах. Складная треуголка подмышкой и шпага в стальной оправе при бедре — одеяния, напоминающее вообще кроме париков салонных кавалеров времени круглых фижм и чёрных мушек. Их в настоящее время — 25 человек. Обязательно холостых и не дворян.
В разное время, на праздниках в доме Черноголовых, официально и инкогнито, присутствовали русские цари и царицы. Украшением зала были парадные портреты монархов России и Швеции, в том числе, подаренный лично, портрет Екатерины II. В книге почётных посетителей можно было увидеть автограф германского канцлера Бисмарка.

## Архитектура здания

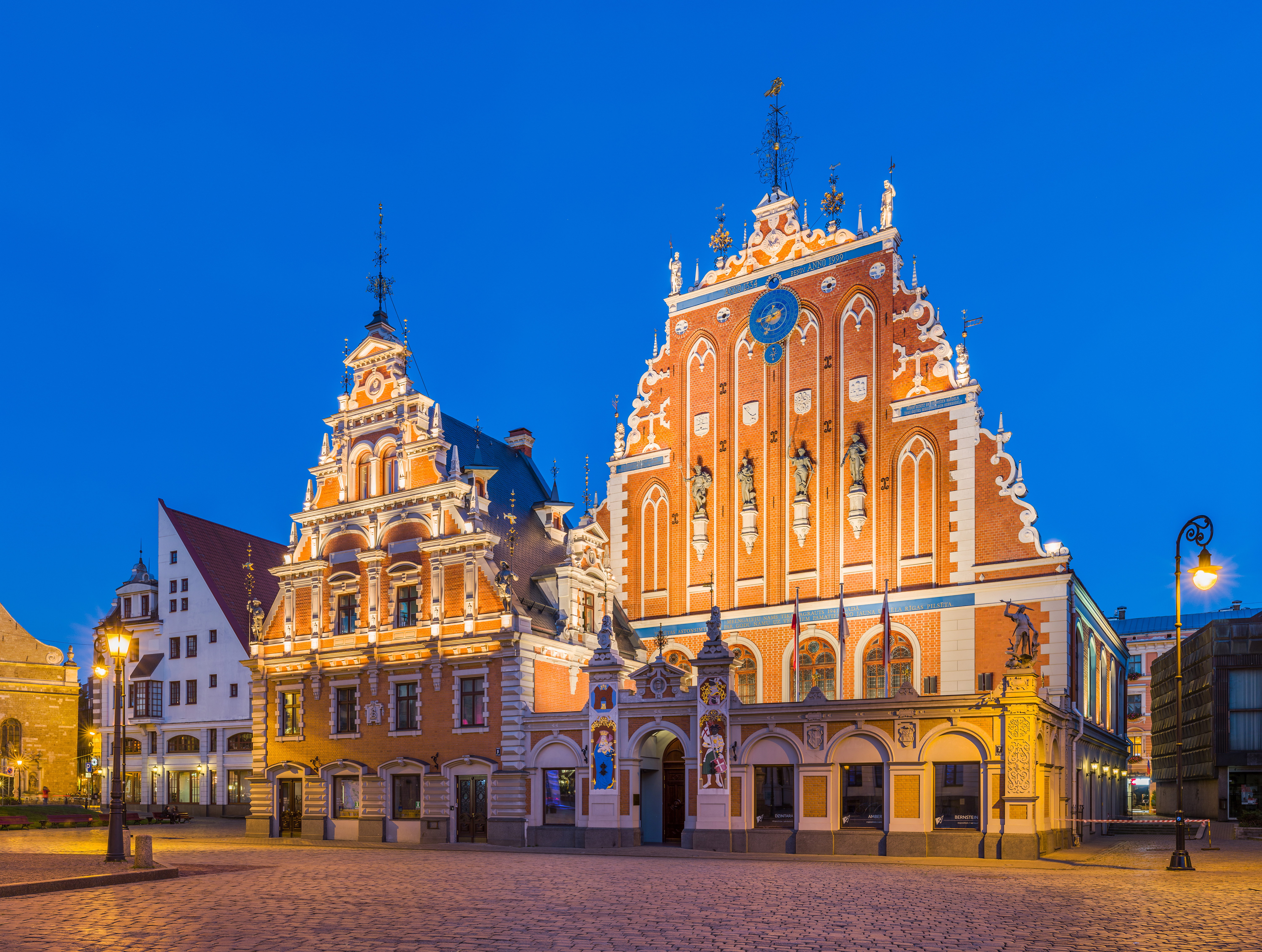
Дом Черноголовых в наши дни

Не сохранилось изображений первоначального вида здания Дома Черноголовых, имевшего размеры примерно совпадающие с нынешним сооружением (17×25 м). Центральной частью был зал с находящимся под ним небольшим этажом, разбитым на помещения, а ещё ниже — подвалом. На чердаке располагались складские помещения. При всех многочисленных переделках и перестройках сохранилось ядро здания, воспроизведённое и в сегодняшней постройке.
Фасад приобрёл привычный вид в начале XVII века, он был выполнен в стиле североевропейского маньеризма. Имя мастера — неизвестно, но профессор Виппер указывал на схожие архитектурные приёмы, использованные мастерами при строительстве городской ратуши ганзейского Бремена (1612) и рижского дома Черноголовых. Он предполагал искать авторов среди нидерландских мастеров, работавших в Бремене, Данциге или Дании. Сейчас, предположительно, называют имена Б. Бодекера или А. и Л. Янсенов. Готические ступени щипца были заполнены высеченным из камня лентообразным декором, на фасаде появились скульптуры, художественная ковка, часы. Сохранившиеся фрагменты оригинальной отделки и части убранства дома хранят в музее истории Риги и мореходства и архитектурном музее.
В 1684 году было построено крыльцо, ведущее от площади на второй этаж. Дом был повреждён во время Северной войны, но довольно быстро восстановлен. В 1794 была сооружена большая 2-этажная пристройка, а в 1816 — пристройка со стороны Даугавы, открытое крыльцо заменили на крытый вход со стороны Ратушной площади.
Последнее значительное изменение фасада произошло в 1886 году, когда были установлены выполненные Августом Фольцем цинковые статуи Нептуна, Меркурия, Единства и Мира. В таком виде дом простоял до конца июня 1941 года, когда стал одной из жертв обстрела жилых кварталов города немецкими войсками. После войны восстановление было признано нерациональным и, простоявшие до 1948 года развалины были разобраны.

## Реконструкция
Дом Черноголовых был восстановлен в прежнем виде на прежнем месте на средства Parex Banka в 1996—2000 годах к празднованию 800-летия Риги. Затраты на строительство всего комплекса составили 3 952 780 латов.

## Музей

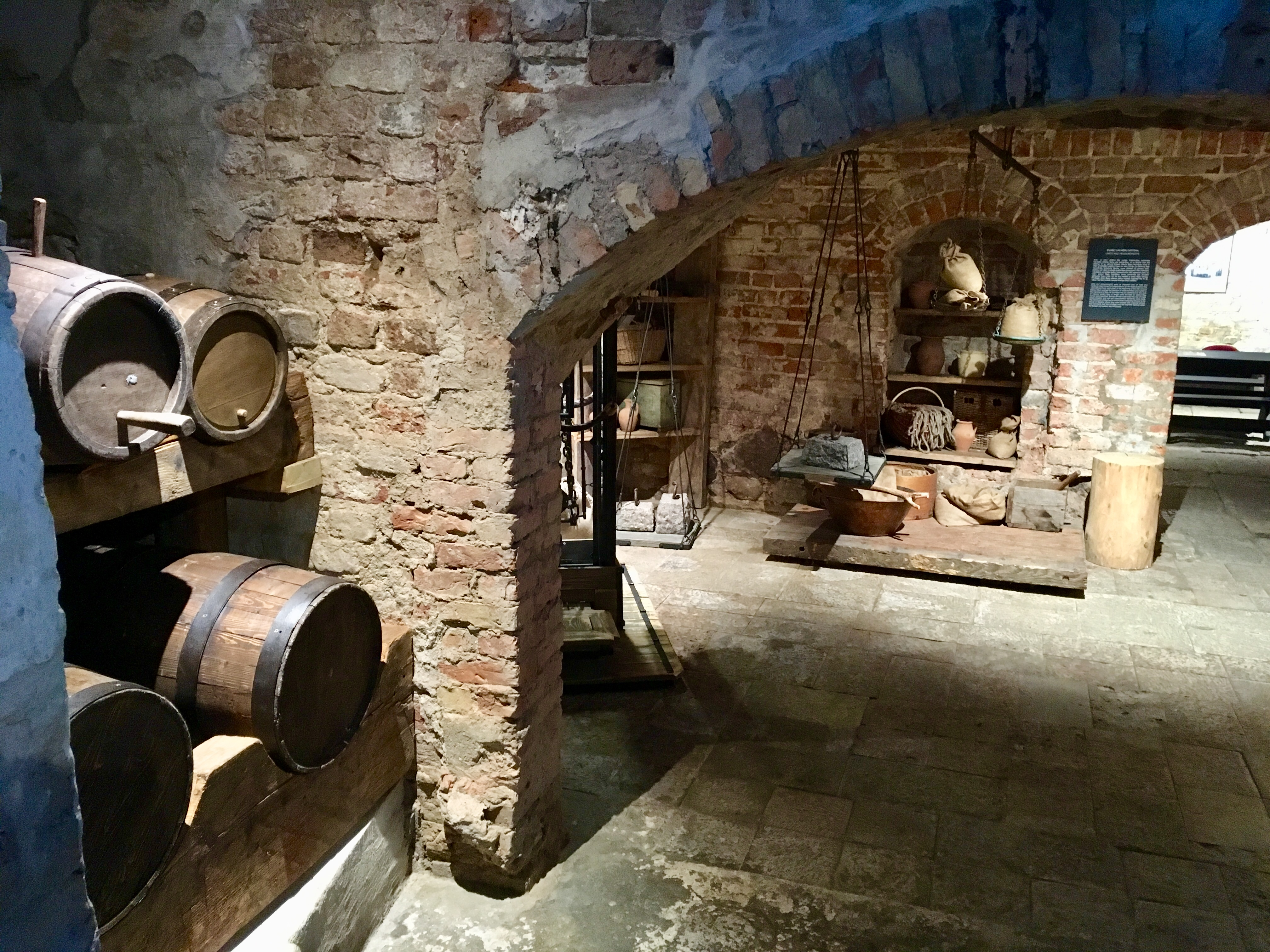
Погреба Дома Черноголовых

Исторические погреба, построенные в 1334 году, — единственная сохранившаяся в оригинале историческая часть дома. Изначально их использовали как складские помещения. Здесь хранили запасы вина и привезённые торговцами товары: зерно, лён, мёд, воск. Сегодня тут можно увидеть настоящую римскую печь, с помощью которой обогревали дом в холодное время года, а также обстановку средневековых складов с соответствующей атрибутикой (весы).

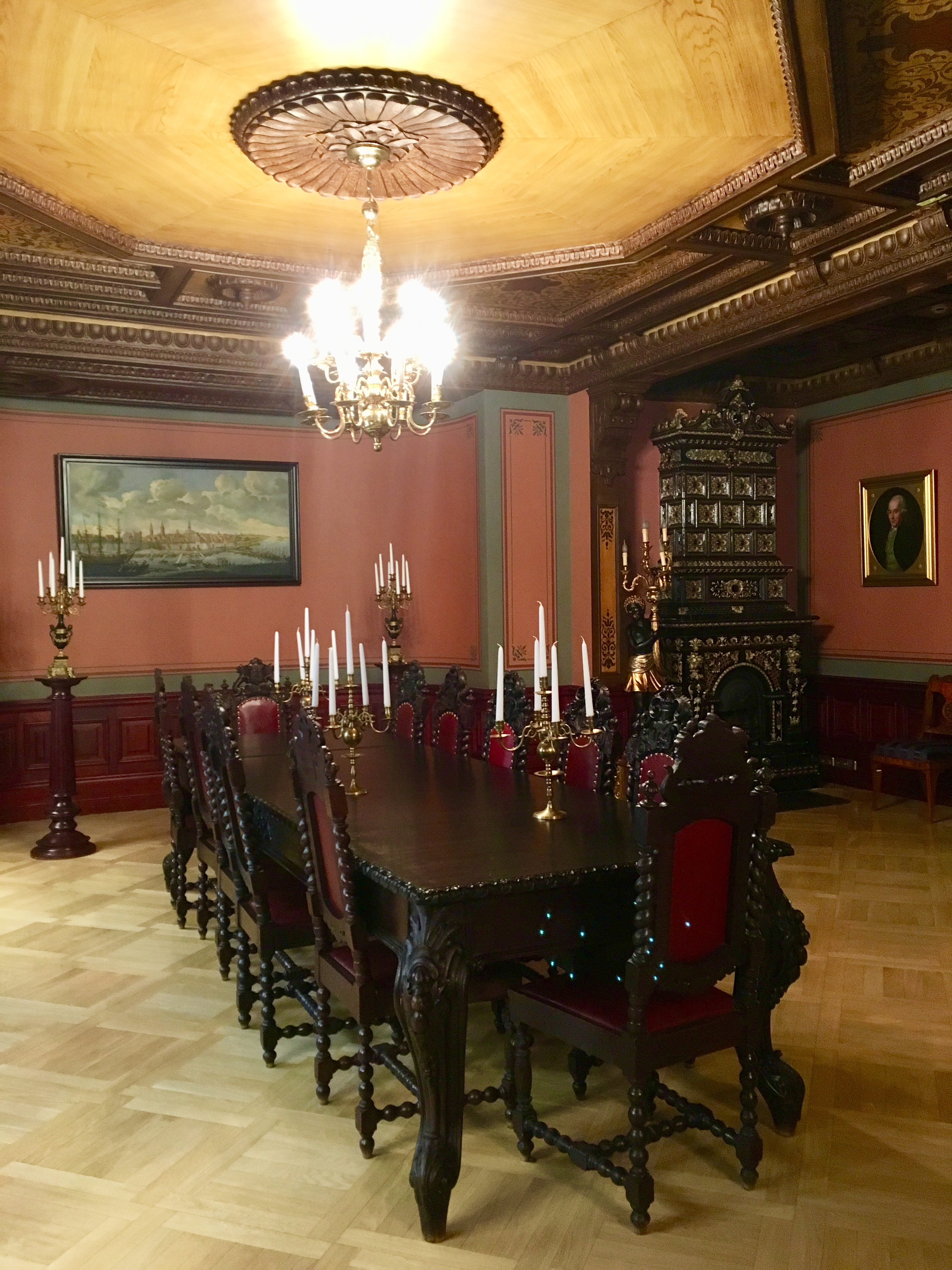
Исторические кабинеты дома Черноголовых

Первый этаж занимают исторические кабинеты, обустроенные в интерьерах XIX века. Именно тут проводили заседания братства, принимали важные общественные решения и сдавали кассовые отчёты. Здесь находится единственный сохранившийся в оригинальном виде предмет, который удалось спасти во время пожара 1941 года, — корабельные часы «Gustav Becker». Сегодня в кабинетах можно увидеть историческую коллекцию посуды из серебра, а также коллекцию табакерок. В период с 2012 по 2016 годы эти помещения были рабочим кабинетом президента Латвийской Республики.
На втором этаже для осмотра доступны Галерея композиторов, Исторический зал Любека и Праздничный зал, где раньше устраивали танцевальные балы и принимали именитых гостей (в своё время тут побывали Пётр I, Екатерина II). Потолок зала украшает шедевр монументального и декоративного художества — «Апофеоз Святого Маврикия», а стены — портреты королей. Рядом с залом находятся бюсты 4 латвийских композиторов и 8 зарубежных. Это своего рода напоминание о любви Черноголовых к искусству и музыке, которая в своё время звучала в Праздничном зале.